# Grano (Schenkendöbern)
Grano, niedersorbisch Granow, ist ein Ortsteil der Gemeinde Schenkendöbern im Landkreis Spree-Neiße in Brandenburg. 

## Geografie und Verkehrsanbindung
Grano liegt in der Niederlausitz knapp sieben Kilometer westlich von Guben. Benachbarte Orte sind Lauschütz im Norden, der Gubener Ortsteil Bresinchen im Nordosten, das ebenfalls zu Guben gehörende Groß Breesen im Osten, der Hauptort Schenkendöbern mit dem Wohnplatz Wilschwitz im Süden, Lübbinchen und Krayne im Westen sowie Groß Drewitz im Nordwesten.
Grano liegt an der Landesstraße 46. Die Bundesstraße 112 von Forst nach Küstriner Vorland verläuft östlich durch die Gemarkung von Grano.

## Geschichte
Grano wurde im Jahr 1346 erstmals urkundlich erwähnt. Bis ins Jahr 1665 waren die Herren von Bomsdorf in Besitz des Ortes. Im Jahr 1745 ging das Gut Grano in bürgerlichen Besitz. Damals gehörte der Ort als Vasallendorf zur Standesherrschaft Forst.
Die Dorfkirche Grano wurde im Jahr 1854 neu errichtet. Im Jahr 1652 entstand eine Wassermühle. 1841 wurde in Grano eine Schule errichtet, das Gebäude dient heute als Wohnhaus. Ab 1948 befand sich die Schule im ehemaligen Gutshaus. In den Jahren 1981/82 wurde eine neue Schule mit Sportanlage gebaut, welche seit dem Schuljahr 1991/92 eine Gesamtschule mit integrierter Grundschule beherbergt.
Seit 2004 wird in Grano Wein angebaut.
Nach dem Wiener Kongress kam die Niederlausitz mit Grano an das Königreich Preußen. Dort lag der Ort im Amtsbezirk Grano im Landkreis Guben. Am 25. Juli 1952 wurde Grano dem neu gebildeten Kreis Guben im Bezirk Cottbus zugeteilt und lag nach der Wende im Landkreis Guben in Brandenburg. Nach der Kreisreform in Brandenburg am 6. Dezember 1993 kam Grano zu dem neu gebildeten Landkreis Spree-Neiße. Am 31. Dezember 1998 wurde Grano ein Teil der neu gebildeten Gemeinde Lutzketal, diese wurde am 26. Oktober 2003 mit den bis dahin ebenfalls selbstständigen Gemeinden Atterwasch, Bärenklau, Gastrose-Kerkwitz, Grabko und Pinnow-Heideland zu der neuen Gemeinde Schenkendöbern zusammengelegt.

## Bevölkerungsentwicklung
| 1875 | 221 | 1939 | 144 | 1981 | 167 |
| 1890 | 185 | 1946 | 241 | 1985 | 174 |
| 1910 | 197 | 1950 | 242 | 1989 | 173 |
| 1925 | 195 | 1964 | 201 | 1992 | 176 |
| 1933 | 187 | 1971 | 197 | 1997 | 264 |

## Sehenswürdigkeiten

### Baudenkmale
In der Liste der Baudenkmale in Schenkendöbern sind für Grano zwei Baudenkmale aufgeführt:
- die Dorfkirche (Kirchgasse 3),  ein langgestreckter Saalbau mit einem Westturm, der das Satteldach der Kirche kaum überragt; Erbauungsjahr der Kirche 1799, umfangreicher Umbau im Jahr 1854
- das Herrenhaus (Schulweg 3)

### Naturschutzgebiete
Westlich von Grano erstreckt sich das 544,75 ha große Naturschutzgebiet Krayner Teiche/Lutzketal.
(siehe auch Liste der Naturschutzgebiete in Brandenburg)

## Nachweise
1. ↑  Gemeinde- und Ortsteilverzeichnis des Landes Brandenburg. Landesvermessung und Geobasisinformation Brandenburg (LGB), abgerufen am 29. Dezember 2020.
2. 1 2 3  Dorfchronik von Granow. In: schenkendoebern.de. Abgerufen am 8. April 2017.
3. ↑  Grano in der Datenbank des Vereins für Computergenealogie. Abgerufen am 8. April 2017.
4. ↑  Historisches Gemeindeverzeichnis des Landes Brandenburg 1875 bis 2005. (PDF; 331 KB) Landkreis Spree-Neiße. Landesbetrieb für Datenverarbeitung und Statistik Land Brandenburg, Dezember 2006, abgerufen am 8. April 2017.
5. ↑  Krayner Teiche/Lutzketal (Karte) auf protectedplanet.net